# 브래드 브랙
브래드 브랙(Brad Brach, 1986년 4월 12일 ~ )은 미국의 야구 선수로, 메이저 리그에 소속되어 있는 뉴욕 메츠의 투수이다.